# Чемпіонат світу з пляжного футболу 2021
Чемпіонат світу з пляжного футболу 2021 року (англ. 2021 FIFA Beach Soccer World Cup) — одинадцятий розіграш чемпіонату світу з пляжного футболу, в якому беруть участь збірні країн-членів ФІФА. Шостий офіційний турнір ФІФА де-юре і двадцять перший подібний турнір де-факто (з моменту заснування чемпіонату світу в 1995 році). Країна-господарка була оголошена 23 жовтня в Шанхаї. Вперше в своїй історії чемпіонат світу приймає Росія. Дати проведення турніру — 19 по 29 серпня 2021 року.

## Офіційні заявки
У боротьбу за проведення чемпіонату світу включилися такі країни :
- Росія
- Чилі ( Острів Пасхи)
- Сальвадор

24 жовтня 2019 року в Шанхаї на засіданні Ради ФІФА було оголошено, що чемпіонат світу з пляжного футболу 2021 року прийматиме Москва . Повідомлялося, що Росію вибрали через найбільший бюджет з представлених заявок, а також з причини недавнього успішного в плані організації чемпіонату світу з футболу 2018 року.

## Кваліфікація
У фінальному турнірі беруть участь 16 збірних. На турнір кваліфікувалися збірна країни-господині і 15 збірних з шести конфедерацій. Кваліфікація пройшла в 2020—2021 роках. Збірна України добровільно відмовилася від участі в чемпіонаті, замість неї грає Швейцарія.
- АФК: Чемпіонат Азії з пляжного футболу 2021 повинен був пройти з 18 по 28 березня 2021 року в Таїланді . (скасований)
- КАФ: Кубок африканських націй з пляжного футболу 2021 пройшов з 23 по 29 травня 2021 року в Сенегалі.
- УЄФА Кваліфікаційний раунд Чемпіонату світу з пляжного футболу 2021 (УЄФА): пройшов з 17 по 27 червня 2021 року в Назарі, Португалія .
- КОНКАКАФ Чемпіонат КОНКАКАФ з пляжного футболу 2021 пройшов з 17 по 23 травня 2021 року в Коста-Риці.
- КОНМЕБОЛ Кубок Південної Америки з пляжного футболу 2021 пройшов з 26 червня по 4 липня в Бразилії .
- ОФК Чемпіонат Океанії з пляжного футболу 2021 повинен був пройти на Таїті влітку 2021 року. (скасований)

| Конфедерація                                      | Кваліфікація                                                          | Збірні     | участий | Останнє | досягнення                                         |
| ------------------------------------------------- | --------------------------------------------------------------------- | ---------- | ------- | ------- | -------------------------------------------------- |
| АФК (Азия)                                        | Чемпіонат Азії з пляжного футболу 2 021 (скасований)                  | ОАЕ        | 7-е     | 2019    | Груповий етап (2007, 2008, 2009, 2013, 2017, 2019) |
| АФК (Азия)                                        | Чемпіонат Азії з пляжного футболу 2 021 (скасований)                  | Японія     | 11-е    | 2019    | 4-е місце (2005, 2019)                             |
| АФК (Азия)                                        | Чемпіонат Азії з пляжного футболу 2 021 (скасований)                  | Оман       | 4-е     | 2019    | Груповий етап (2011, 2015, 2019)                   |
| КАФ (Африка)                                      | Кубок африканських націй з пляжного футболу 2021                      | Сенегал    | 9-е     | 2019    | Чвертьфінал (2007, 2011, 2017, 2019)               |
| КАФ (Африка)                                      | Кубок африканських націй з пляжного футболу 2021                      | Мозамбік   | 1-е     |         | дебют                                              |
| КОНКАКАФ (Центральная, Северная Америка и Карибы) | Чемпіонат КОНКАКАФ з пляжного футболу 2021                            | США        | 6-е     | 2019    | Груповий етап (2005, 2006, 2007, 2013, 2019)       |
| КОНКАКАФ (Центральная, Северная Америка и Карибы) | Чемпіонат КОНКАКАФ з пляжного футболу 2021                            | Сальвадор  | 5-е     | 2013    | 4-е місце (2011)                                   |
| КОНМЕБОЛ (Южная Америка)                          | Кубок Південної Америки з пляжного футболу 2021                       | Бразилія   | 11-е    | 2019    | Переможець (2006, 2007, 2008, 2009, 2017)          |
| КОНМЕБОЛ (Южная Америка)                          | Кубок Південної Америки з пляжного футболу 2021                       | Уругвай    | 7-е     | 2019    | Друге місце (2006)                                 |
| КОНМЕБОЛ (Южная Америка)                          | Кубок Південної Америки з пляжного футболу 2021                       | Парагвай   | 5-е     | 2019    | Чвертьфінал (2017)                                 |
| ОФК (Океания)                                     | Чемпіонат Океанії з пляжного футболу 2021 (скасований)                | Таїті      | 6-е     | 2019    | Друге місце (2015, 2017)                           |
| УЄФА (Европа)                                     | господиня                                                             | Росія      | 8-е     | 2019    | Переможець (2011, 2013)                            |
| УЄФА (Европа)                                     | Кваліфікаційний раунд Чемпіонату світу з пляжного футболу 2021 (УЄФА) | Білорусь   | 2-е     | 2019    | Груповий етап (2019)                               |
| УЄФА (Европа)                                     | Кваліфікаційний раунд Чемпіонату світу з пляжного футболу 2021 (УЄФА) | Швейцарія  | 6-е     | 2019    | Друге місце (2009)                                 |
| УЄФА (Европа)                                     | Кваліфікаційний раунд Чемпіонату світу з пляжного футболу 2021 (УЄФА) | Іспанія    | 8-е     | 2015    | Друге місце (2013)                                 |
| УЄФА (Европа)                                     | Кваліфікаційний раунд Чемпіонату світу з пляжного футболу 2021 (УЄФА) | Португалія | 10-e    | 2019    | Переможець (2015, 2019)                            |

## Місце проведення
Використовуватиметься один стадіон в Москві, спеціально побудований до турніру на Фестивальній площі Олімпійського комплексу «Лужники».
| Олімпійський комплекс «Лужники», Фестивальна площа, стадіон пляжного футболу 55°42′51″ пн. ш. 37°33′3″ сх. д. / 55.71417° пн. ш. 37.55083° сх. д. |
| Місткість: 5,000 |
| Матч відкриття чемпіонату світу |

## Жеребкування
Жеребкування було проведено 8 липня 2021 року в Цюриху.
| Кошик 1                               | Кошик 2                                  | Кошик 3                                | Кошик 4                            |
| ------------------------------------- | ---------------------------------------- | -------------------------------------- | ---------------------------------- |
| - РФС - Бразилія - Португалія - Таїті | - Японія - Сенегал - Швейцарія - Іспанія | - Парагвай - Сальвадор - ОАЕ - Уругвай | - Оман - Білорусь - США - Мозамбік |

## Групова стадія
Кожна команда отримує три очки за перемогу, два очки за перемогу в додатковий час, одне очко за перемогу в серії пенальті, і жодного балу за поразку.
Вирішальний критерій
Якщо дві або більше команд закінчують груповий етап з однаковою кількістю очок, то їх місце визначається за наступними критеріями:
1. Найбільша кількість очок, набраних в матчах між цими командами;
2. Найбільша різниця м'ячів в результаті групового етапу між зацікавленими командами;
3. Найбільша кількість забитих м'ячів у всіх матчах групи між зацікавленими командами;
4. Найбільша різниця м'ячів у всіх матчах групи;
5. Найбільша кількість забитих м'ячів у всіх матчах групи;
6. За жеребкуванням Організаційного комітету ФІФА.

| Умовні позначення                                                                 |
| --------------------------------------------------------------------------------- |
| Переможці та команди, що зайняли другі місця в групі, переходять до чвертьфіналів |

Всі матчі будуть проходити за місцевим часом, UTC + 3: 00 .

### Група A
| Поз | Команда   | М | В | ВО | ВП | П | ГЗ | ГП | Різ | О |
| --- | --------- | - | - | -- | -- | - | -- | -- | --- | - |
| 1   | Росія (H) | 3 | 1 | 1  | 1  | 0 | 16 | 9  | +7  | 6 |
| 2   | Японія    | 3 | 2 | 0  | 0  | 1 | 12 | 14 | −2  | 6 |
| 3   | Парагвай  | 3 | 1 | 0  | 0  | 2 | 17 | 15 | +2  | 3 |
| 4   | США       | 3 | 0 | 0  | 0  | 3 | 11 | 18 | −7  | 0 |

es_col_header=Q
| 19 серпня 2021 16:30 |

| Парагвай | 4 : 7 | Японія |
| -------- | ----- | ------ |
|          |       |        |

| Москва |

| 19 серпня 2021 20:30 |

| Росія | 5 : 4 | США |
| ----- | ----- | --- |
|       |       |     |

| Москва |

| 21 серпня 2021 16:30 |

| Японія | 4 : 3 | США |
| ------ | ----- | --- |
|        |       |     |

| Москва |

| 21 серпня 2021 20:30 |

| Росія | 4 : 4      | Парагвай |
| ----- | ---------- | -------- |
|       | пен. 5 : 4 |          |

| Москва |

| 23 серпня 2021 18:55 |

| США | 4 : 9 | Парагвай |
| --- | ----- | -------- |
|     |       |          |

| Москва |

| 23 серпня 2021 20:30 |

| Японія | 1 : 7 | Росія |
| ------ | ----- | ----- |
|        |       |       |

| Москва |

### Група B
| Поз | Команда  | М | В | ВО | ВП | П | ГЗ | ГП | Різ | О |
| --- | -------- | - | - | -- | -- | - | -- | -- | --- | - |
| 1   | Таїті    | 2 | 2 | 0  | 0  | 0 | 23 | 19 | +4  | 6 |
| 2   | Іспанія  | 2 | 2 | 0  | 0  | 0 | 21 | 19 | +2  | 6 |
| 3   | Мозамбік | 1 | 1 | 0  | 0  | 0 | 16 | 17 | −1  | 3 |
| 4   | ОАЕ      | 1 | 0 | 1  | 0  | 0 | 11 | 10 | +1  | 2 |

es_col_header=Q
| 19 серпня 2021 15:00 |

| ОАЕ | 4 : 3 | Таїті |
| --- | ----- | ----- |
|     |       |       |

| Москва |

| 19 серпня 2021 19:00 |

| Мозамбік | 4 : 8 | Іспанія |
| -------- | ----- | ------- |
|          |       |         |

| Москва |

| 21 серпня 2021 15:00 |

| Мозамбік | 4 : 2 | ОАЕ |
| -------- | ----- | --- |
|          |       |     |

| Москва |

| 21 серпня 2021 19:00 |

| Таїті | 12 : 8 | Іспанія |
| ----- | ------ | ------- |
|       |        |         |

| Москва |

| 23 серпня 2021 19:00 |

| Таїті | 8 : 7 | Мозамбік |
| ----- | ----- | -------- |
|       |       |          |

| Москва |

| 23 серпня 2021 15:00 |

| Іспанія | 5 : 3 | ОАЕ |
| ------- | ----- | --- |
|         |       |     |

| Москва |

### Група C
| Поз | Команда   | М | В | ВО | ВП | П | ГЗ | ГП | Різ | О |
| --- | --------- | - | - | -- | -- | - | -- | -- | --- | - |
| 1   | Швейцарія | 2 | 2 | 0  | 0  | 0 | 20 | 15 | +5  | 6 |
| 2   | Бразилія  | 2 | 2 | 0  | 0  | 0 | 14 | 7  | +7  | 6 |
| 3   | Білорусь  | 0 | 0 | 0  | 0  | 0 | 8  | 17 | −9  | 0 |
| 4   | Сальвадор | 0 | 0 | 0  | 0  | 0 | 14 | 17 | −3  | 0 |

es_col_header=Q
| 20 серпня 2021 16:30 |

| Білорусь | 5 : 5      | Сальвадор |
| -------- | ---------- | --------- |
|          | пен. 5 : 4 |           |

| Москва |

| 20 серпня 2021 20:30 |

| Швейцарія | 5 : 5      | Бразилія |
| --------- | ---------- | -------- |
|           | пен. 4 : 3 |          |

| Москва |

| 22 серпня 2021 15:00 |

| Білорусь | 3 : 7 | Швейцарія |
| -------- | ----- | --------- |
|          |       |           |

| Москва |

| 22 серпня 2021 19:00 |

| Бразилія | 4 : 2 | Сальвадор |
| -------- | ----- | --------- |
|          |       |           |

| Москва |

| 24 серпня 2021 19:00 |

| Бразилія | 5 : 0 | Білорусь |
| -------- | ----- | -------- |
|          |       |          |

| Москва |

| 24 серпня 2021 15:00 |

| Сальвадор | 7 : 8 | Швейцарія |
| --------- | ----- | --------- |
|           |       |           |

| Москва |

### Група D
| Поз | Команда    | М | В | ВО | ВП | П | ГЗ | ГП | Різ | О |
| --- | ---------- | - | - | -- | -- | - | -- | -- | --- | - |
| 1   | Сенегал    | 3 | 2 | 0  | 0  | 1 | 13 | 7  | +6  | 6 |
| 2   | Уругвай    | 3 | 2 | 0  | 0  | 1 | 12 | 14 | −2  | 6 |
| 3   | Португалія | 2 | 1 | 0  | 0  | 1 | 8  | 8  | 0   | 3 |
| 4   | Оман       | 3 | 1 | 0  | 0  | 2 | 8  | 11 | −3  | 3 |

es_col_header=Q
| 20 серпня 2021 19:00 |

| Португалія | 5 : 3 | Оман |
| ---------- | ----- | ---- |
|            |       |      |

| Москва |

| 20 серпня 2021 15:00 |

| Сенегал | 6 : 1 | Уругвай |
| ------- | ----- | ------- |
|         |       |         |

| Москва |

| 22 серпня 2021 16:30 |

| Уругвай | 4 : 2 | Оман |
| ------- | ----- | ---- |
|         |       |      |

| Москва |

| 22 серпня 2021 20:30 |

| Португалія | 3 : 5 | Сенегал |
| ---------- | ----- | ------- |
|            |       |         |

| Москва |

| 24 серпня 2021 16:30 |

| Оман | 3 : 2 | Сенегал |
| ---- | ----- | ------- |
|      |       |         |

| Москва |

| 24 серпня 2021 20:30 |

| Уругвай | 7 : 6 | Португалія |
| ------- | ----- | ---------- |
|         |       |            |

| Москва |

## Плей-оф

### Сітка плей-оф
|  | 1/4 фіналу | 1/4 фіналу |              |       | Півфінал          | Півфінал          |  |  | Фінал | Фінал |
|  |            |            |              |       |                   |                   |  |  |       |       |
|  | 26 серпня  |            |              |       |                   |                   |  |  |       |       |
|  |            |            |              |       |                   |                   |  |  |       |       |
|  | Росія      | 4          |              |       |                   |                   |  |  |       |       |
|  | Росія      | 4          | 28 серпня    |       |                   |                   |  |  |       |       |
|  | Іспанія    | 2          |              |       |                   |                   |  |  |       |       |
|  | Іспанія    | 2          | Росія (пен.) | 5 (5) |                   |                   |  |  |       |       |
|  | 26 серпня  |            | Росія (пен.) | 5 (5) |                   |                   |  |  |       |       |
|  |            | Швейцарія  | 5 (4)        |       |                   |                   |  |  |       |       |
|  | Швейцарія  | Швейцарія  | 5 (4)        | 10    |                   |                   |  |  |       |       |
|  | Швейцарія  |            | 29 серпня    | 10    |                   |                   |  |  |       |       |
|  | Уругвай    | 1          |              |       |                   |                   |  |  |       |       |
|  | Уругвай    | 1          | Японія       | 2     |                   |                   |  |  |       |       |
|  | 26 серпня  |            | Японія       | 2     |                   |                   |  |  |       |       |
|  |            | Росія      | 5            |       |                   |                   |  |  |       |       |
|  | Таїті      | Росія      | 5            | 4     |                   |                   |  |  |       |       |
|  | Таїті      | 28 серпня  |              | 4     |                   |                   |  |  |       |       |
|  | Японія     | 5          |              |       |                   |                   |  |  |       |       |
|  | Японія     | 5          | Японія       | 5     |                   |                   |  |  |       |       |
|  | 26 серпня  |            | Японія       | 5     |                   |                   |  |  |       |       |
|  |            | Сенегал    | 2            |       | Матч за 3-є місце | Матч за 3-є місце |  |  |       |       |
|  | Сенегал    | Сенегал    | 2            | 5     | Матч за 3-є місце | Матч за 3-є місце |  |  |       |       |
|  | Сенегал    |            | 28 серпня    | 5     |                   |                   |  |  |       |       |
|  | Бразилія   | 4          |              |       |                   |                   |  |  |       |       |
|  | Бразилія   | 4          | Сенегал      | 7     |                   |                   |  |  |       |       |
|  |            |            |              |       |                   |                   |  |  |       |       |
|  | Швейцарія  | 9          |              |       |                   |                   |  |  |       |       |
|  | Швейцарія  | 9          |              |       |                   |                   |  |  |       |       |

### Чвертьфінал
| 26 серпня 2021 |

| Росія | 4 : 2 | Іспанія |
| ----- | ----- | ------- |
|       |       |         |

| Москва |

| 26 серпня 2021 |

| Таїті | 4 : 5 | Японія |
| ----- | ----- | ------ |
|       |       |        |

| Москва |

| 26 серпня 2021 |

| Швейцарія | 10 : 1 | Уругвай |
| --------- | ------ | ------- |
|           |        |         |

| Москва |

| 26 серпня 2021 |

| Сенегал | 5 : 4 | Бразилія |
| ------- | ----- | -------- |
|         |       |          |

| Москва |

### Півфінал
| 28 серпня2021 |

| Росія |  | Швейцарія |
| ----- |  | --------- |
|       |  |           |

| Москва |

| 28 серпня2021 |

| Японія |  | Сенегал |
| ------ |  | ------- |
|        |  |         |

| Москва |

### Матч за 3-є місце
| 29 серпня 2021 |

| Сенегал | 7 : 9 | Швейцарія |
| ------- | ----- | --------- |
|         |       |           |

| Москва |

### Фінал
| 29 серпня 2021 19:30 |

| Японія        | 2 : 5 | Росія                                                            |
| ------------- | ----- | ---------------------------------------------------------------- |
| Такуя Акагума |       | Федір Земсков Юрій Крашенинников Андрій Новиков Артур Папоротний |

| Лужники Арбітр: Малайзія Сухаїмі Мат-Хассан |